# Ordalonema faciepilosa
Ordalonema faciepilosa är en insektsart som beskrevs av Dlabola 1980. Ordalonema faciepilosa ingår i släktet Ordalonema och familjen Caliscelidae.
Artens utbredningsområde är Spanien. Inga underarter finns listade i Catalogue of Life.